# Chondrogaster pachysporus
Chondrogaster pachysporus är en svampart som beskrevs av Maire 1924. Chondrogaster pachysporus ingår i släktet Chondrogaster och familjen Mesophelliaceae.   Inga underarter finns listade i Catalogue of Life.